# 1939 في اليابان
فيما يلي قوائم الأحداث التي وقعت خلال عام 1939 في اليابان.

## سياسة

### تعيين في المنصب
- 5 يناير – هيرانوما كيتشيرو رئيس وزراء اليابان.
- 30 أغسطس – نوبويوكي أبه رئيس وزراء اليابان.

### انتهاء فترة المنصب
- 30 أغسطس – هيرانوما كيتشيرو رئيس وزراء اليابان.

## مواليد

### يناير
- 1 يناير – ماساكو إكيدا ممثلة يابانية.[1]

### مارس
- 13 مارس – يوشينوبو إيشي لاعب كرة قدم ياباني.

### أبريل
- 10 أبريل – شينجي ميزشيما مانغاكا ياباني.[2]

### مايو
- 7 مايو – تادامتسو كيشيموتو

### يوليو
- 16 يوليو – ريوزو سوزوكي لاعبو كرة قدم يابانيون.

### سبتمبر
- 6 سبتمبر – سوسومو تونيغاوا[3]
- 12 سبتمبر – كاتسو أونو ملحن ياباني.
- 12 سبتمبر – نوبويوكي أوإيشي لاعب كرة قدم ياباني.

### أكتوبر
- 10 أكتوبر – فوميو إيتو متسابق دراجات نارية ياباني.
- 28 أكتوبر – تاكاو ياغوتشي مانغاكا ياباني.[4]
- 29 أكتوبر – شو كامو لاعب كرة قدم ياباني.

## وفيات

### مارس
- 1 مارس – كيدو أوكاموتو (مواليد 1872) كاتب ومؤلف ياباني.[5]
- 14 مارس – ماسابومي هوسونو (مواليد 1870)

### أبريل
- 5 أبريل – جيرو ساتو (مواليد 1908) لاعب كرة مضرب ياباني.